# ウンケル
ウンケル (独: Unkel)はドイツ連邦共和国 ラインラント＝プファルツ州ノイヴィート郡にある市。ライン川の右岸にあり、レマーゲン周辺、ボンの南東約20kmに位置する。
ウンケル連合自治体 (独: Verbandsgemeinde Unkel) の行政庁所在地でもある。

## 姉妹都市
- カーメン(Kamen)　（ノルトライン＝ヴェストファーレン州）